# Chacun fait (c'qui lui plaît)
Singles de Chagrin d'amour
Bonjour (V'La Les Nouvelles)
(1982)
Chacun fait (c'qui lui plaît) est le premier 45-tours et le plus grand succès du duo Chagrin d'amour. Considéré comme la première chanson rap en français, ce titre a connu un immense succès dès sa sortie en 1981 et fait figure de classique de la chanson française,.

## Histoire du titre
Les paroles de la chanson ont été pour une bonne part écrites dès le milieu des années 1970 par Philippe Bourgoin, et en 1977, le compositeur Gérard Presgurvic en livre une première version aux arrangements inspirés de la variété sur laquelle il chante lui-même. Le résultat n'est pas satisfaisant et une deuxième mouture voit le jour, trois ans plus tard, mais Philippe Bourgoin n'est toujours pas convaincu. Peu après, ce dernier découvre un titre des Clash, The Magnificent Seven, dont les paroles commencent par « Ring ring, 7 A.M. », inspirant les « Cinq heures du mat' j'ai des frissons » de Chacun fait (c'qui lui plaît).
Bourgoin oriente la chanson vers un style alors émergent, le rap. Il envisage d'abord d'enregistrer le titre lui-même, avant de faire appel à Grégory Ken. La compagne de Bourgoin, Valli, est conviée pour donner son avis. Finalement, et malgré sa mauvaise maîtrise de la langue française, elle donne la réplique au chanteur dans un couplet spécialement écrit pour elle. Le duo Chagrin d'amour vient de naître. La chanson sort en 45 tours à l'automne 1981 et elle est ensuite intégrée au premier album de Chagrin d'amour.

## Style de la chanson

### Texte
Les paroles de la chanson s'inspirent du monde de la nuit de Paris. Un homme raconte ses déboires et ses angoisses de noctambule : alcool, bars louches, prostitution et même police, puisque le texte prend parfois la forme d'un interrogatoire. La prostituée qui lui a vendu ses services l'invite ensuite à passer à autre chose, avant de reprendre le premier couplet pour exprimer ses propres problèmes.
Le texte de la chanson contient de nombreuses allusions, non seulement aux nuits parisiennes, mais aussi à Marilyn Monroe (la blonde platine), à des marques de lingerie (Cœur-croisé, Éminence, Petit Bateau), à l'alcool (fine, champagne, liqueur forte mais aussi alcool à 90°) et également, d'après Olivier Nuc, à Jean-Paul Sartre (« Pendant qu'Boulogne se désespère » fait référence à sa célèbre formule : « Il ne faut pas désespérer Billancourt »). Ainsi qu'au roman Le Petit Chose d'Alphonse Daudet : "Quatre, cinq francs ma rose crie le petit chose dans le matin rose".
Le véhicule du narrateur semble être une Renault Ondine : « J'gare mon Ondine ».

### Musique
Cette chanson est considérée comme la première du genre du rap en France. L'instrumental s'inscrit cependant dans une mouvance funk, comme pour beaucoup de chansons de rap de la même époque. La ligne de basse de Bernard Paganotti utilise deux pistes superposées, la seconde mettant en valeur la technique du slap et le jeu dans les aigus. La progression d'accords, assez sophistiquée, est jouée par le clavier ainsi que, plus discrètement, par des cocottes de guitare. Une autre version de la chanson accentue le côté funk en mettant bien plus en avant la guitare dans le mixage.

## Influence et reprises

### Succès de la chanson
Le succès de la chanson est presque immédiat. Dans le contexte de développement des radios libres, elle séduit les programmateurs, certains la faisant passer jusqu'à neuf fois par jour, comme NRJ. Succès du printemps 1982, le disque s'est écoulé à plus de 1 200 000 exemplaires en France.
La chanson est adaptée en plusieurs langues, dont l'allemand, le néerlandais, l'italien et l'espagnol.

### Reprises
Dès 1982, Les Charlots produisent une parodie de la chanson intitulée Chagrin d'labour. En Belgique Jacques Jossart réalise une parodie se moquant du Premier ministre de l'époque, Wilfried Martens, sous le titre « Je suis tout seul, tout seul, tout seul... ». Une version en néerlandais fut également produite par le groupe belge Waterlanders en 1982.
En 1983, Pino D'Angiò reprend le titre sous le nom Una notte maledetta.
Par la suite, les reprises plus sérieuses se sont multipliées, signe que la chanson est devenue un classique. Parmi les artistes qui ont chanté Chacun fait (c'qui lui plaît) : Karen Mulder, Marc Lavoine et Richard Berry pour les Enfoirés en 1999, Yannick en 2000 sur son album, Stefie Shock en 2003 sur son album Loft Story,  Tomuya dans une version japonaise en 2007 remixée par Skalp (Pascal Lemaire) avec (Valli et Patrick Bouchitey), Patrick Bruel qui l'a reprise dans son live 2014 au stade Pierre-Mauroy de Lille.
Fabe a également fait une chanson reprenant une partie du refrain et des paroles intitulée 5h du mat sur l'album Le fond et la Forme.
Catherine Ringer et Black M font aussi une reprise du titre en live au Zénith de Paris dans le cadre de l'anniversaire des 25 ans de l'émission Taratata, diffusé le 28 octobre 2017 sur France 2, de même que MC Solaar et Pomme dans l'émission diffusée le 24 novembre 2017.
Philippe Katerine la reprend dans son album 52 reprises dans l'espace en 2011.
Une version modernisée mais néanmoins plus disco et respectant l'idée d'origine a été proposée en juillet 2022 par Domenico Torti et diffusée sur la chaîne YouTube du groupe d'origine, Chagrin d'Amour.

## Classement
| Classement (1981-82)                   | Meilleure place |
| -------------------------------------- | --------------- |
| France (IFOP)                          | 1               |
| Belgique (Flandre Ultratop 50 Singles) | 21              |